# Cornamusa del Northumberland
La cornamusa del Northumberland (in inglese Northumbrian smallpipes o Northumbrian pipes) è uno strumento musicale britannico, appartenente alla famiglia delle cornamuse, originario del Northumberland, nel Nord Est dell'Inghilterra.
Si tratta di un aerofono atipico, in quanto alimentato da un soffietto sotto il braccio e non dal soffio della bocca del musicista. Si tratta dell'unica cornamusa inglese che ha trasceso il tempo e continua a essere utilizzata ai giorni nostri.